# 7.ª etapa do Giro d'Italia de 2022
A 7.ª etapa do Giro d'Italia de 2022 teve lugar a 13 de maio de 2022 entre Diamante e Potenza sobre um percurso de 196 km. O vencedor foi os neerlandês Koen Bouwman da equipa Jumbo-Visma e o espanhol Juan Pedro López manteve a liderança mais uma jornada.

## Classificação da etapa
| Diamante - Potenza | média montanha | (196 km) |

| \| Classificação por etapas \| Classificação por etapas \| Classificação por etapas \| Classificação por etapas \| Classificação por etapas \| \| Ciclista \| Ciclista \| Equipe \| Tempo \| \| \| ------------------------ \| ------------------------ \| ------------------------ \| ------------------------ \| ------------------------ \| \| 1. \| Koen Bouwman \| Jumbo-Visma \| 5h12m30s \| \| \| 2. \| Bauke Mollema \| Trek-Segafredo \| + 2s \| \| \| 3. \| Davide Formolo \| UAE Team Emirates \| + 2s \| \| \| 4. \| Tom Dumoulin \| Jumbo-Visma \| + 19s \| \| \| 5. \| Davide Villella \| Cofidis \| + 2m25s \| \| \| 6. \| Lennard Kämna \| Bora-Hansgrohe \| + 2m59s \| \| \| 7. \| Vincenzo Albanese \| Eolo-Kometa \| + 2m59s \| \| \| 8. \| João Almeida \| UAE Team Emirates \| + 2m59s \| \| \| 9. \| Alejandro Valverde \| Movistar Team \| + 2m59s \| \| \| 10. \| Richard Carapaz \| Ineos Grenadiers \| + 2m59s \| \| |                    |                   |          |
| |                    |                   |          |
| Fonte: ProCyclingStats |                    |                   |          |
| Classificação por etapas |                    |                   |          |
| Ciclista | Ciclista           | Equipe            | Tempo    |
| 1. | Koen Bouwman       | Jumbo-Visma       | 5h12m30s |
| 2. | Bauke Mollema      | Trek-Segafredo    | + 2s     |
| 3. | Davide Formolo     | UAE Team Emirates | + 2s     |
| 4. | Tom Dumoulin       | Jumbo-Visma       | + 19s    |
| 5. | Davide Villella    | Cofidis           | + 2m25s  |
| 6. | Lennard Kämna      | Bora-Hansgrohe    | + 2m59s  |
| 7. | Vincenzo Albanese  | Eolo-Kometa       | + 2m59s  |
| 8. | João Almeida       | UAE Team Emirates | + 2m59s  |
| 9. | Alejandro Valverde | Movistar Team     | + 2m59s  |
| 10. | Richard Carapaz    | Ineos Grenadiers  | + 2m59s  |

## Classificações ao final da etapa

### Classificação geral(Maglia Rosa)
| \| Classificação geral \| Classificação geral \| Classificação geral \| Classificação geral \| Classificação geral \| \| Ciclista \| Ciclista \| Equipe \| Tempo \| \| \| ------------------- \| ------------------- \| ---------------------------------- \| ------------------- \| ------------------- \| \| 1. \| Juan Pedro López \| Trek-Segafredo \| 28h39m05s \| \| \| 2. \| Lennard Kämna \| Bora-Hansgrohe \| + 38s \| \| \| 3. \| Rein Taaramäe \| Intermarché-Wanty-Gobert Matériaux \| + 58s \| \| \| 4. \| Simon Yates \| BikeExchange-Jayco \| + 1m42s \| \| \| 5. \| Mauri Vansevenant \| Quick-Step Alpha Vinyl \| + 1m47s \| \| \| 6. \| Wilco Kelderman \| Bora-Hansgrohe \| + 1m55s \| \| \| 7. \| João Almeida \| UAE Team Emirates \| + 1m58s \| \| \| 8. \| Pello Bilbao \| Bahrain Victorious \| + 2m00s \| \| \| 9. \| Richie Porte \| Ineos Grenadiers \| + 2m04s \| \| \| 10. \| Romain Bardet \| Team DSM \| + 2m06s \| \| |                   |                                    |           |
| |                   |                                    |           |
| Fonte: ProCyclingStats |                   |                                    |           |
| Classificação geral |                   |                                    |           |
| Ciclista | Ciclista          | Equipe                             | Tempo     |
| 1. | Juan Pedro López  | Trek-Segafredo                     | 28h39m05s |
| 2. | Lennard Kämna     | Bora-Hansgrohe                     | + 38s     |
| 3. | Rein Taaramäe     | Intermarché-Wanty-Gobert Matériaux | + 58s     |
| 4. | Simon Yates       | BikeExchange-Jayco                 | + 1m42s   |
| 5. | Mauri Vansevenant | Quick-Step Alpha Vinyl             | + 1m47s   |
| 6. | Wilco Kelderman   | Bora-Hansgrohe                     | + 1m55s   |
| 7. | João Almeida      | UAE Team Emirates                  | + 1m58s   |
| 8. | Pello Bilbao      | Bahrain Victorious                 | + 2m00s   |
| 9. | Richie Porte      | Ineos Grenadiers                   | + 2m04s   |
| 10. | Romain Bardet     | Team DSM                           | + 2m06s   |

### Classificação por pontos(Maglia Ciclamino)
| Classificação por pontos | Classificação por pontos | Classificação por pontos           | Classificação por pontos | Classificação por pontos |
| Ciclista                 | Ciclista                 | Equipe                             | Pontos                   |                          |
| ------------------------ | ------------------------ | ---------------------------------- | ------------------------ | ------------------------ |
| 1.                       | Arnaud Démare            | Groupama-FDJ                       | 147 pts                  |                          |
| 2.                       | Biniam Girmay            | Intermarché-Wanty-Gobert Matériaux | 94 pts                   |                          |
| 3.                       | Mark Cavendish           | Quick-Step Alpha Vinyl             | 78 pts                   |                          |
| 4.                       | Mathieu van der Poel     | Alpecin-Fenix                      | 62 pts                   |                          |
| 5.                       | Fernando Gaviria         | UAE Team Emirates                  | 54 pts                   |                          |
| 6.                       | Giacomo Nizzolo          | Israel-Premier Tech                | 54 pts                   |                          |
| 7.                       | Filippo Tagliani         | Drone Hopper-Androni Giocattoli    | 45 pts                   |                          |
| 8.                       | Caleb Ewan               | Lotto-Soudal                       | 43 pts                   |                          |
| 9.                       | Phil Bauhaus             | Bahrain Victorious                 | 30 pts                   |                          |
| 10.                      | Koen Bouwman             | Jumbo-Visma                        | 27 pts                   |                          |

### Classificação da montanha(Maglia Azzurra)
| Classificação da montanha | Classificação da montanha | Classificação da montanha          | Classificação da montanha | Classificação da montanha |
| Ciclista                  | Ciclista                  | Equipe                             | Pontos                    |                           |
| ------------------------- | ------------------------- | ---------------------------------- | ------------------------- | ------------------------- |
| 1.                        | Koen Bouwman              | Jumbo-Visma                        | 68 pts                    |                           |
| 2.                        | Lennard Kämna             | Bora-Hansgrohe                     | 43 pts                    |                           |
| 3.                        | Wout Poels                | Bahrain Victorious                 | 27 pts                    |                           |
| 4.                        | Davide Formolo            | UAE Team Emirates                  | 25 pts                    |                           |
| 5.                        | Bauke Mollema             | Trek-Segafredo                     | 20 pts                    |                           |
| 6.                        | Mirco Maestri             | Eolo-Kometa                        | 18 pts                    |                           |
| 7.                        | Juan Pedro López          | Trek-Segafredo                     | 18 pts                    |                           |
| 8.                        | Rein Taaramäe             | Intermarché-Wanty-Gobert Matériaux | 12 pts                    |                           |
| 9.                        | Tom Dumoulin              | Jumbo-Visma                        | 11 pts                    |                           |
| 10.                       | Sylvain Moniquet          | Lotto-Soudal                       | 9 pts                     |                           |

### Classificação dos jovens(Maglia Bianca)
| Classificação dos jovens | Classificação dos jovens | Classificação dos jovens | Classificação dos jovens | Classificação dos jovens |
| Ciclista                 | Ciclista                 | Equipe                   | Tempo                    |                          |
| ------------------------ | ------------------------ | ------------------------ | ------------------------ | ------------------------ |
| 1.                       | Juan Pedro López         | Trek-Segafredo           | 28h39m05s                |                          |
| 2.                       | Mauri Vansevenant        | Quick-Step Alpha Vinyl   | + 1m47s                  |                          |
| 3.                       | João Almeida             | UAE Team Emirates        | + 1m58s                  |                          |
| 4.                       | Thymen Arensman          | Team DSM                 | + 2m15s                  |                          |
| 5.                       | Santiago Buitrago        | Bahrain Victorious       | + 2m18s                  |                          |
| 6.                       | Iván Ramiro Sosa         | Movistar Team            | + 3m05s                  |                          |
| 7.                       | Pavel Sivakov            | Ineos Grenadiers         | + 3m14s                  |                          |
| 8.                       | Tobias Foss              | Jumbo-Visma              | + 4m14s                  |                          |
| 9.                       | Gijs Leemreize           | Jumbo-Visma              | + 5m19s                  |                          |
| 10.                      | Félix Gall               | AG2R Citroën Team        | + 6m48s                  |                          |

### Classificação por equipas"Super team"
| Classificação por equipes | Classificação por equipes          | Classificação por equipes | Classificação por equipes |
| Equipe                    | Equipe                             | Tempo                     |                           |
| ------------------------- | ---------------------------------- | ------------------------- | ------------------------- |
| 1.                        | Trek-Segafredo                     | 86h00m38s                 |                           |
| 2.                        | Bora-Hansgrohe                     | + 10s                     |                           |
| 3.                        | Jumbo-Visma                        | + 1m10s                   |                           |
| 4.                        | Intermarché-Wanty-Gobert Matériaux | + 2m27s                   |                           |
| 5.                        | Bahrain Victorious                 | + 3m13s                   |                           |
| 6.                        | Ineos Grenadiers                   | + 3m31s                   |                           |
| 7.                        | BikeExchange-Jayco                 | + 3m36s                   |                           |
| 8.                        | Movistar Team                      | + 9m47s                   |                           |
| 9.                        | Astana Qazaqstan Team              | + 9m53s                   |                           |
| 10.                       | Team DSM                           | + 10m36s                  |                           |

## Abandonos
- Michael Mørkøv (Quick-Step Alpha Vinyl), com febre, não tomou a saída.[2]
- Owain Doull (EF Education-EasyPost) não completou a etapa como consequência de uma queda.[3]
- Sergio Samitier (Movistar Team) não completou a etapa como consequência de uma queda.[3]
- Samuele Zoccarato (Bardiani-CSF-Faizanè) não completou a etapa como consequência de uma queda.[3]